# Rustem Mambetov
Rustem Ikramovich Mambetov –en ruso, Рустем Икрамович Мамбетов– (Dusambé, 15 de julio de 1973) es un deportista ruso de origen tayiko que compitió en lucha grecorromana. Ganó dos medallas en el Campeonato Europeo de Lucha, plata en 2002 y bronce en 2003.

## Palmarés internacional
| Campeonato Europeo | Campeonato Europeo             | Campeonato Europeo | Campeonato Europeo |
| Año                | Lugar                          | Medalla            | Categoría          |
| ------------------ | ------------------------------ | ------------------ | ------------------ |
| 2002               | Seinäjoki (Finlandia)          | Medalla de plata   | 60 kg              |
| 2003               | Belgrado (Serbia y Montenegro) | Medalla de bronce  | 60 kg              |